# إرهاق كظري

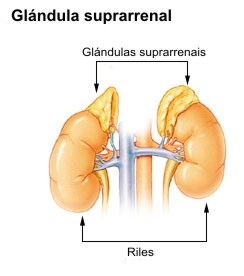

الإرهاق الكظري أو خمول الغدة الكظرية هو مصطلح من مصطلحات العلم الزائف، يستخدمه مقدمو الطب البديل للإشارة إلى إنهاك الغدتان الكظريتان وعدم قدرتهما على إنتاج كميات كافية من الهرمونات -خاصة الكورتيزول- بسبب الإجهاد المزمن أو العدوى. لا يوجد أساس علمي لوجود ما يُسمى بالإرهاق الكظري، ولا ينبغي الخلط بين هذا المصطلح وأشكال خلل الغدة الكظرية الفعلية المتعددة مثل قصور الكظر أو مرض أديسون.
اخترع المعالج اليدوي جيمس ويلسون مصطلح «الإرهاق الكظري» في عام 1998، ونسبه إلى مجموعة من الأعراض غير المحددة في الغالب. لا يوجد دليل علمي يدعم مفهوم الإرهاق الكظري، كما لا تعتبره المجتمعات العلمية أو الطبية تشخيصًا طبيًا. لا تمتلك الحالة التي يعبر عنها هذا المفهوم ولا أعراضها تعريفًا ثابتًا أو معترفًا به. لم تجد الدراسة المنهجية أي دليل علمي على مصطلح الإرهاق الكظري، ما يؤكد إجماع أطباء الغدد الصم على أن هذا المصطلح مجرد خرافة.
تُجرى في بعض الأحيان اختبارات الدم أو اللعاب، ولكن مع ذلك لا يوجد أي دليل على وجود الإرهاق الكظري أو على إمكانية اختبار الإصابة به. أدى مفهوم الإرهاق الكظري إلى ظهور صناعة المكملات الغذائية التي يُسوق لها على أنها علاج لهذه الحالة. هذه المكملات الغذائية غير منظمة إلى حد كبير في الولايات المتحدة، بالإضافة إلى أنها غير فعالة ومكلفة، وقد تكون في بعض الحالات خطيرة.